# Szentlőrinckáta
Szentlőrinckáta is een plaats (község) en gemeente in het Hongaarse comitaat Pest. Szentlőrinckáta telt 1938 inwoners (2001).